# Holden Scurry
Der Holden Scurry war ein Kleintransporter, der in den Modelljahren 1985 und 1986 von Holden in Australien vertrieben wurde. Von 1986 bis 1990 wurde das Modell auch von Bedford als Bedford Rascal und von 1990 bis 1994, nachdem General Motors die Marke Bedford aufgab, als Vauxhall Rascal bis 1993 von IBC Vehicles produziert und danach aus Japan importiert. Bereits im Laufe des Jahres 1986 lief der Scurry ohne Nachfolger aus.
Bei IBC Vehicles wurde auch das Ursprungsmodell Suzuki Super Carry für den europäischen Markt produziert, während das Holden Modell von Suzuki aus Japan stammte.
Der kleine Wagen mit Frontmotor und Frontantrieb war als geschlossener Transporter mit zwei Sitzen, Kleinbus mit vier Sitzen oder Hochdach-Kleinbus mit ebenfalls vier Sitzplätzen und Pritschenwagen erhältlich. Das Leergewicht wird mit 715–815 kg angegeben.
Als Antrieb diente ein Reihenvierzylindermotor mit 963 cm³ Hubraum und 33 kW Leistung. Transporter und Kleinbus mit niedrigem Dach besaßen ein manuelles Vierganggetriebe, während der Hochdachvan mit einem manuellen Fünfganggetriebe ausgestattet war.
Der Transporter hatte eine einfache Ausstattung, die beiden Kleinbusse eine etwas gehobene, die Teppiche, bessere Polsterstoffe, eine Digitaluhr, Heckscheibenwischer und eine Rücksitzbank mit geteilter Rückenlehne umfasste.

## Quelle
- Terry Bebbington, Michel A. Malik: 45 Years of Holden. Australian Publishing and Printing Company, Sydney NSW 1994, ISBN 0-947216-31-6